# Diósdi György
Diósdi György (Budapest, 1934., más források szerint 1932. január 17. – Budapest, 1973. október 18.) római jogász, jogtudós, egyetemi docens.

## Családja
Szülei Dr. Diósdi Ferenc és Kubinyi Mária. Felesége Szedenik Szilvia Ildikó, akivel 1965-ben kötött házasságot Budapesten.

## Életpályája
Az ELTE Állam- és Jogtudományi Karának tanára (docense) volt a Brósz Róbert által vezetett római jogi tanszéken. A Magyar Tudományos Akadémia Állam- és Jogtudományi Bizottságának titkárának is megválasztották. Mesterének vallja őt Hamza Gábor Széchenyi-díjas egyetemi tanár, a Magyar Tudományos Akadémia rendes tagja. Fordítóként közreműködött Hugo Grotius "De iure belli ac pacis" ("A háború és béke jogáról") című főművének magyarra fordításában, Brósz Róberttel és Haraszti Györggyel együtt. 

## Kutatási területe
A római jogon belül főleg a dologi joggal és a kötelmi joggal foglalkozott, különös tekintettel a római jog továbbélésének időszakára. Tudományos munkássága nemzetközi viszonylatban is kiemelkedő, munkáit bel- és külföldön egyaránt ma is gyakran idézik. 

## Művei
- Ownership in Ancient and Preclassical Roman law (1970)
- Contract in Roman law. From the Twelve Tables to the Glossators (1981)